# 趾行

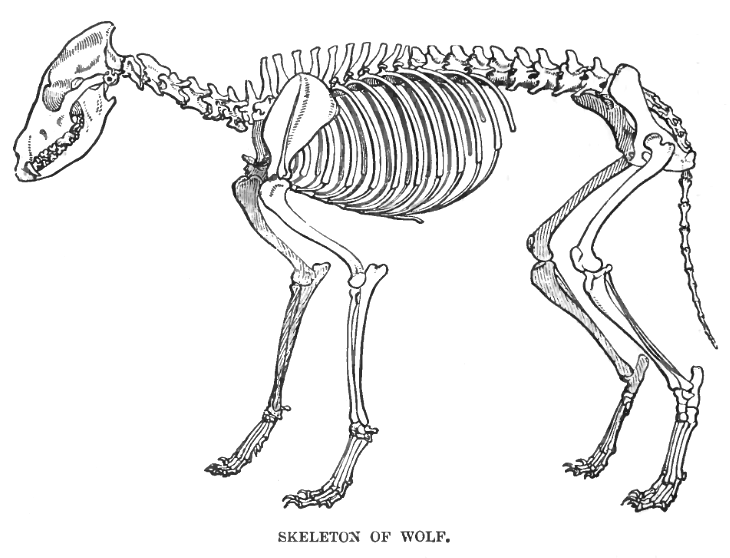
狼の骨格

趾行（しこう、指行性）とは、踵を浮かせた爪先立ちの状態で直立し、歩行すること。これを行う生物を趾行動物（英: digitigrade）と呼ぶ。
爪先立ちになることによって脚全体の長さを稼ぐことができ、特に高速での移動において有利となっている。なお、休息時には踵を地面につける。イヌ科やネコ科など多くの地上性哺乳類、すべての鳥類がこれに含まれる。